# Brochtorff Circle

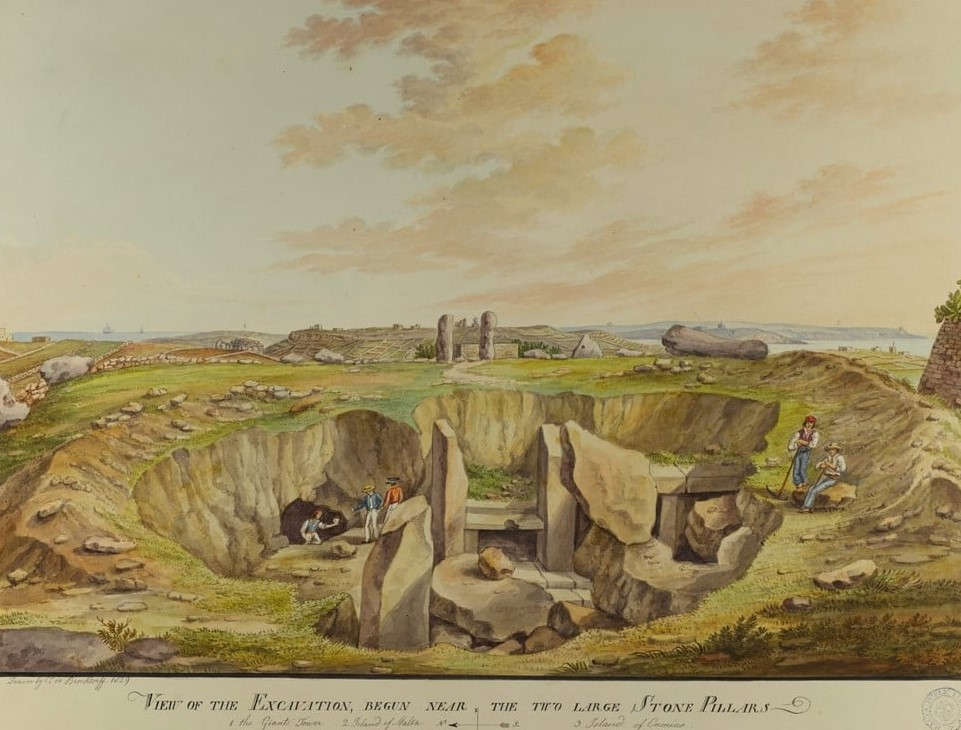
Xagħra Stone Circle

Lokalita Brochtorff Circle (česky Brochtorffův kruh), také zvaná Xagħra Stone Circle (podle blízké osady Xagħra), je vykopávka megalitického chrámu na maltském ostrově Gozo nedaleko chrámu Ggantija. Jméno je poplatné skutečnosti, že chrám byl znovuobjeven roku 1965 zásluhou několika obrazů dánského malíře Charlese de Brochtorffa z let 1828–1829. Po krátkých vykopávkách provedených roku 1829 upadla stavba v zapomnění (a byla částečně použita jako kamenný lom).
Kruh z kamenných kvádrů o průměru kolem 45 metrů vyznačuje i vchod k malému podzemnímu hypogeu a pohřebišti (které se ovšem nemůže měřit s hypogeem v Hal Saflieni). Vychází se z toho, že pohřebiště bylo používáno již kolem roku 3900 př. n. l.